# Толочко Олексій Петрович
Толо́чко Олексі́й Петро́вич (нар. 7 червня 1963, Київ) — український історик-медієвіст, доктор історичних наук, член-кореспондент НАН України.

## Біографія
Народився в Києві. Батько — археолог Петро Толочко, мати — мистецтвознавиця Тетяна Кара-Васильєва.
Закінчив середню школу № 155 м. Києва (1980) та історичний факультет Київського Державного університету ім. Т.Шевченка (1985).
Член Товариства дослідників Центрально-Східної Европи. Від серпня 1985 до жовтня 1987 року — стажист-дослідник, з жовтня 1987 до січня 1991 року — молодший науковий працівник, від січня до вересня 1991 року — науковий працівник Інституту історії НАН України. З вересня 1991 до лютого 1996 року — завідувач відділу, від лютого 1996 до січня 1997 року — докторант Інституту археології НАН України. З січня 1997 року старший науковий працівник Інституту історії НАН України. У січні 2009 року обраний членом-кореспондентом НАН України.
Викладав середньовічну історію України в Києво-Могилянській Академії та Українському науковому інституті Гарвардського Університету (США). Спеціалізація — історія, історіографія, суспільна думка.
Недовгий час був відповідальним редактором часопису «Критика».

## Праці
- Нариси початкової Русі. — Київ-СПб.: Laurus, 2015. — 336 с. ISBN 978-966-2449-68-6 (рос./укр.)
- Киевская Русь и Малороссия в ХІХ веке. — К.: Laurus, 2012. — 256 с.
- Котляр М. Ф., Толочко О. П. Чи існувала «балтійська цивілізація» раннього середньовіччя? / Славяне и скандинавы. — М.: Прогресс, 1986. — 411 с. // Український історичний журнал. — Київ, «Наукова думка», 1987. — № 10. — c.148-152
- З приводу скальдичних традицій у творчості Віщого Бояна // Український історичний журнал. — Київ, «Наукова думка», 1987. — № 8. — c.121-125
- З історії політичної думки Русі ХІ-ХІІ ст. // Український історичний журнал. — Київ, «Наукова думка», 1988. — № 9. — c.70-77
- Наукова конференція «Давня Русь і християнство». [ м. Київ ] // Український історичний журнал. — Київ, «Наукова думка», 1988. — № 7. — c.157-158
- Петро-Акерович — Гаданий митрополит всея Руси // Український історичний журнал. — Київ, «Наукова думка», 1990. — № 6. — c.45-54
- «Князь в Древней Руси: власть, собственность, идеология» — К.: «Наукова думка», 1992
- «Русь» очима «України»: в пошуках самоідентифікації та континуїтету // Сучасність. — 1994.-N1. — С.111-117.
- «Проща до святих місць» у російській культурі та політиці Х1Х століття // Сучасність. — 1994.-N9. — С.106-114.
- «Roman Mstyslavic's Constitutional Project of 1203: Authentic Document or Falsification?» Harvard Ukrainian Studies Journal 18(3/4) December 1994: 249—274.
- Конституційний проект Романа Мстиславича 1203 р.: спроба джерелознавчого дослідження // Український історичний журнал. — 1995.-N6. — С.22-37.
- Толочко О. П. СИМОНОВ Р. А., ТУРИЛОВ А. А., ЧЕРНЕЦОВ А. В. Древнерусская книжность (естественнонаучные и сокровенные знания в России XVI в., связанные с Иваном Рыковым). — М.: Изд-во МГАП, 1994. — 168 с.: ил. // Український історичний журнал. — Київ, «Наукова думка», 1997. — № 1. — c.128-129
- Про місце смерті Рюрика Ростиславича // Український історичний журнал. — 1997.-N5. — С.136-144.
- «Київська Русь» (К., в-во «Альтернатива», 1998)
- Воображенная народность: (Етнічні процеси у середньовічному слов'янському світі: матеріали «круглого столу») // Український історичний журнал. — 2001.-N3. — С.29-34.
- Принимал ли Роман Мстиславич посольство папы Иннокентия III // RUTHENICA. — Київ: Інститут історії України НАН України, 2003. — № 2. — c.195-204
- Верстюк В. Ф., Горобець В. М., Толочко О. П. Україна і Росія в історичній ретроспективі. Т. 1. Українські проекти в Російській імперії. / Інститут історії України НАН України. — К.: Наук. думка, 2004. — 504 с. ISBN 966-00-0330-7
- «Києво-руська спадщина в історичній думці України початку ХІХ ст.», В. Ф. Верстюк, В. М. Горбець, О. П. Толочко, Українські проекти в Російській Імперії. Київ, 2004. С. 250—331.[недоступне посилання з травня 2019]
- «Historia Rossica» Василя Татищева" (К. 2005).[3][4][5]
- Пририсовки зверей к миниатюрам Радзивиловской летописи и проблема происхождения рукописи // RUTHENICA. — Київ: Інститут історії України НАН України, 2005. — № 4. — c.62-84
- Одна заимствованная формула в Галицко-Волынской летописи // RUTHENICA. — Київ: Інститут історії України НАН України, 2006. — № 5. — c.256-257
- О галицком боярине Жирославе, его венце и убожестве // RUTHENICA. — Київ: Інститут історії України НАН України, 2006. — № 5. — c.252-255
- О заглавии Повести временных лет // RUTHENICA. — Київ: Інститут історії України НАН України, 2006. — № 5. — c.248-251
- О времени создания Киевского свода «1200г.» // RUTHENICA. — Київ: Інститут історії України НАН України, 2006. — № 5. — c.73-87
- О новгородской «гривне серебра» // RUTHENICA. — Київ: Інститут історії України НАН України, 2007. — № 6. — c.359
- Два кириллических граффити Константинопольской Софии // RUTHENICA. — Київ: Інститут історії України НАН України, 2008. — № 7. — c.209
- Галицкие приточники // RUTHENICA. — Київ: Інститут історії України НАН України, 2008. — № 7. — c.201
- Тмутороканский болван // RUTHENICA. — Київ: Інститут історії України НАН України, 2008. — № 7. — c.193
- Перечитывая приписку Сильвестра 1116 г. // RUTHENICA. — Київ: Інститут історії України НАН України, 2008. — № 7. — c.154